# Patrulla Condenada (Grant Morrison)

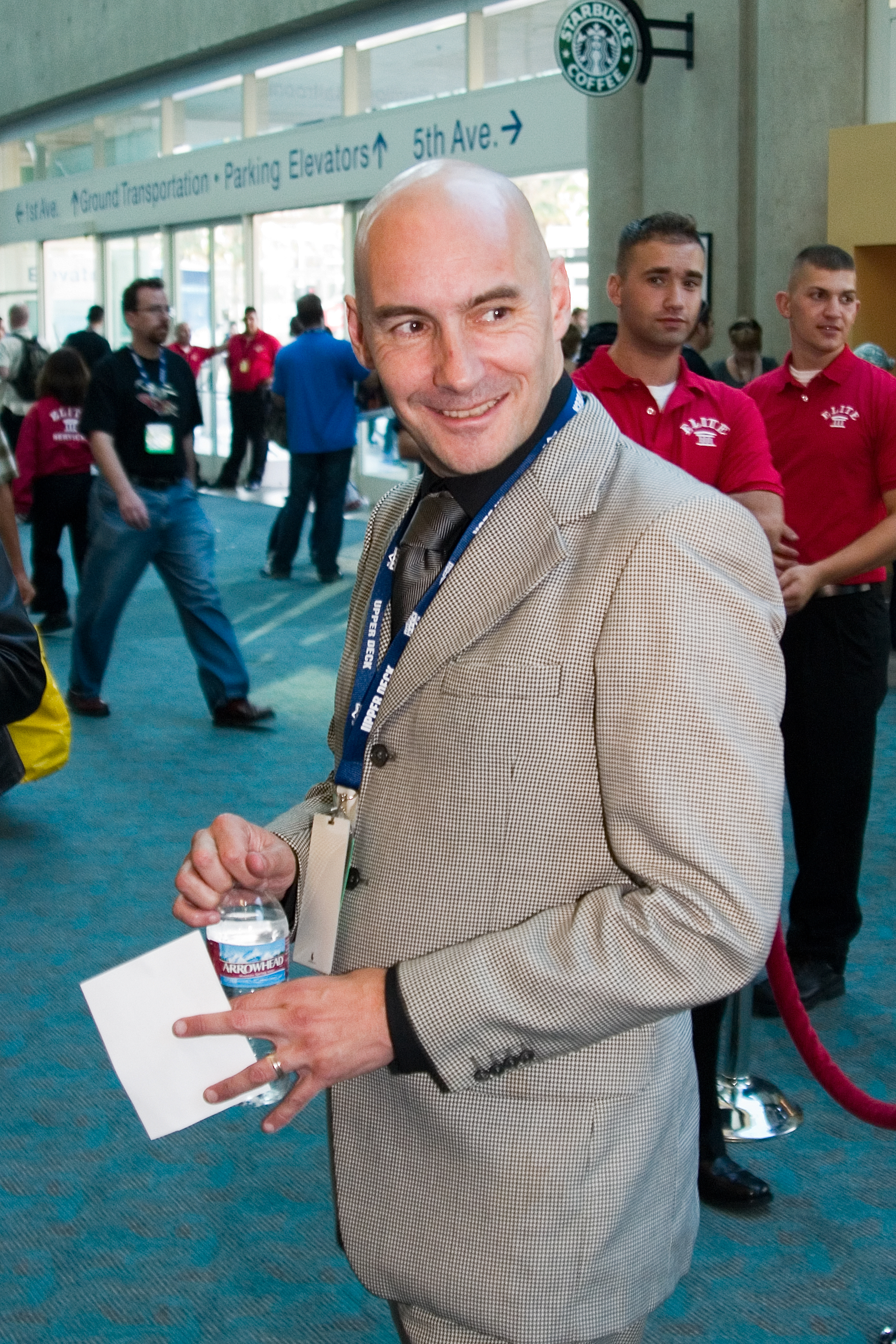
Grant Morrison se hizo cargo de la Patrulla Condenada entre 1989 y 1993.

El escritor y guionista Grant Morrison se hizo cargo de los guiones de la Patrulla Condenada (Doom Patrol), una historieta sobre un grupo de superhéroes publicada por DC Comics, entre febrero de 1989 y febrero de 1992 (# 19-63). Morrison se propuso ahondar en el aura de serie “de culto” adquirida por la Patrulla tras su primera etapa durante los años 1960, y que se sustentaba en la “rareza” del grupo dentro del género superheroico de la Edad de Plata del cómic americano. El guionista británico llevó esta línea mucho más lejos de lo esperado, extendiendo la “extrañeza” de sus conceptos más allá de los personajes integrantes de la patrulla o de sus contrincantes: sus guiones profundos, extraños y llenos de referencias culturales alcanzaron cotas de auténtico surrealismo.

## Serie de culto
La Patrulla Condenada original apareció por primera vez en My Greatest Aventure # 80 (abril de 1963), de manos de los guionistas Bob Haney y Arnold Drake y el dibujante Bruno Premiani, creadores del equipo. Título de corte sobrenatural que estaba adquiriendo un tono superheroico, la idea fue crear un equipo que encajase en ambos géneros. Así nació un grupo de inadaptados con superpoderes a los que Niles Caulder, el “Jefe”, conseguiría motivar para que luchasen contra el mal. La serie fue un éxito tal que el comic-book se retituló como The Doom Patrol en su número 86. Cuando la popularidad del cómic menguó y la publicación se canceló, Drake acabó su relato de una manera dramática: matando a todos los integrantes de la Patrulla. En The Doom Patrol # 121 (septiembre/octubre de 1968), el grupo sacrificó sus vidas para salvar un pequeño pueblo pesquero de Maine.
Este hecho tan inusual en el cómic de la época, la muerte de personajes protagonistas, se sumó al carácter “extraño” del grupo para, a partir de su cancelación, convertirse en un título “de culto”. Cualidad que, sin embargo, no favoreció un efímero regreso hasta casi una década después, de la mano de un guionista que militaba entre los admiradores de la Patrulla Condenada: Paul Kupperberger. Consiguió publicar tres números en la serie Showcase (# 94-96, septiembre/noviembre de 1977), con una formación en la que sólo repetía Cliff Steele (Robotman, el único personaje presente en todas las encarnaciones de la Patrulla). No obstante, Kupperberger no ceja y logra resucitarla en la siguiente década: tras un prólogo en "Secret Origins Annual 1" (1987) que repasa la accidentada historia del grupo, la Patrulla Condenada regresa a los quioscos en octubre de ese año.
Sorprendentemente para Kupperberger la serie no tiene el éxito esperado, pero la explicación no encierra mayor misterio: lo que era un concepto original en los 60 –equiparable a los X-Men de la Marvel-, había dejado de serlo en los 80. La Patrulla Condenada era otro grupo de superhéroes de la DC, sin nada especial que la diferenciara. Aceptándolo al fin, Kupperberger aprovecha la saga ¡Invasión! para preparar el terreno a un nuevo guionista que habría de reverdecer los éxitos de la Patrulla, llevándola mucho más allá de lo que él mismo habría esperado: Grant Morrison.

## Surrealismo superheroico

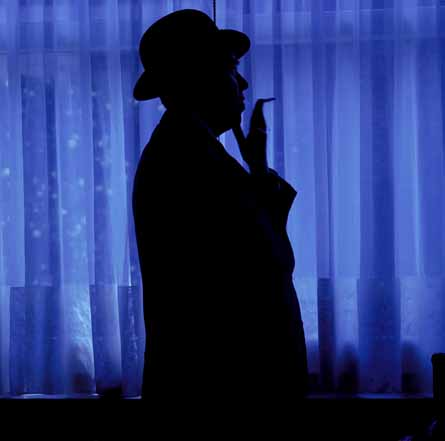
René Magritte por Lothar Wolleh. El Surrealismo es una influencia evidente en la obra de Grant Morrison.

La época más mítica del mítico grupo vino, por tanto, de la mano de dos “invasiones”: la mencionada saga y la de los autores británicos que en la segunda mitad de los 80 renovaron el panorama de la historieta norteamericana. Grant Morrison, tras sus primeros pasos en el cómic británico, fue fichado por DC para renovar a un personaje secundario por el que el guionista escocés sentía atracción: Animal Man. Con él realizó un proceso de deconstrucción, reinterpretación y profundización del personaje que, en gran medida, también llevaría a cabo con la Patrulla Condenada. En principio no atraído por ésta, se cuenta que la editorial le convenció regalándole en vídeo la serie televisiva Los Vengadores, de la cual Morrison era fan. De ella cogería el precepto básico que estructurará su visión de la Patrulla: el surrealismo aceptado como parte de la vida diaria. Comenzaba así una nueva época extendida entre febrero de 1989 y febrero de 1993 (# 19-63), que sería recordada como la más original y extraña de las vividas por la Patrulla Condenada. 
Los primeros cuatro números configuran una transición entre el Universo DC y el personal universo de Morrison en el que el grupo se iba a mover bajo su batuta. A partir de ahí los guiones, más complejos de lo que son habituales en este tipo de historietas, se volverán crecientemente surrealistas, en ocasiones rozando el absurdo e, incluso, haciéndose casi incomprensibles. Cabe destacar la visita de la Patrulla a una mística Barcelona, donde utilizará el templo de la Sagrada Familia como arma definitiva contra el Apocalipsis. No obstante, más allá de sus excesos, la Patrulla Condenada de Morrison es un producto original, en ocasiones inquietante y habitualmente divertido, en el que se evidencian las inquietudes intelectuales, artísticas e, incluso, religiosas de su autor. Morrison cumplió con creces el objetivo que se marcó al asumir los mandos: hacer realidad el lema con que la Patrulla Condenada fue bautizada desde sus orígenes: «el grupo de superhéroes más extraño del mundo».
Tras la marcha de Grant Morrison se hizo cargo de la serie Rachel Pollack, ya bajo el sello Vértigo, prolongándose dos años antes de su cancelación en febrero de 1995 (# 87)

## Miembros integrantes del grupo

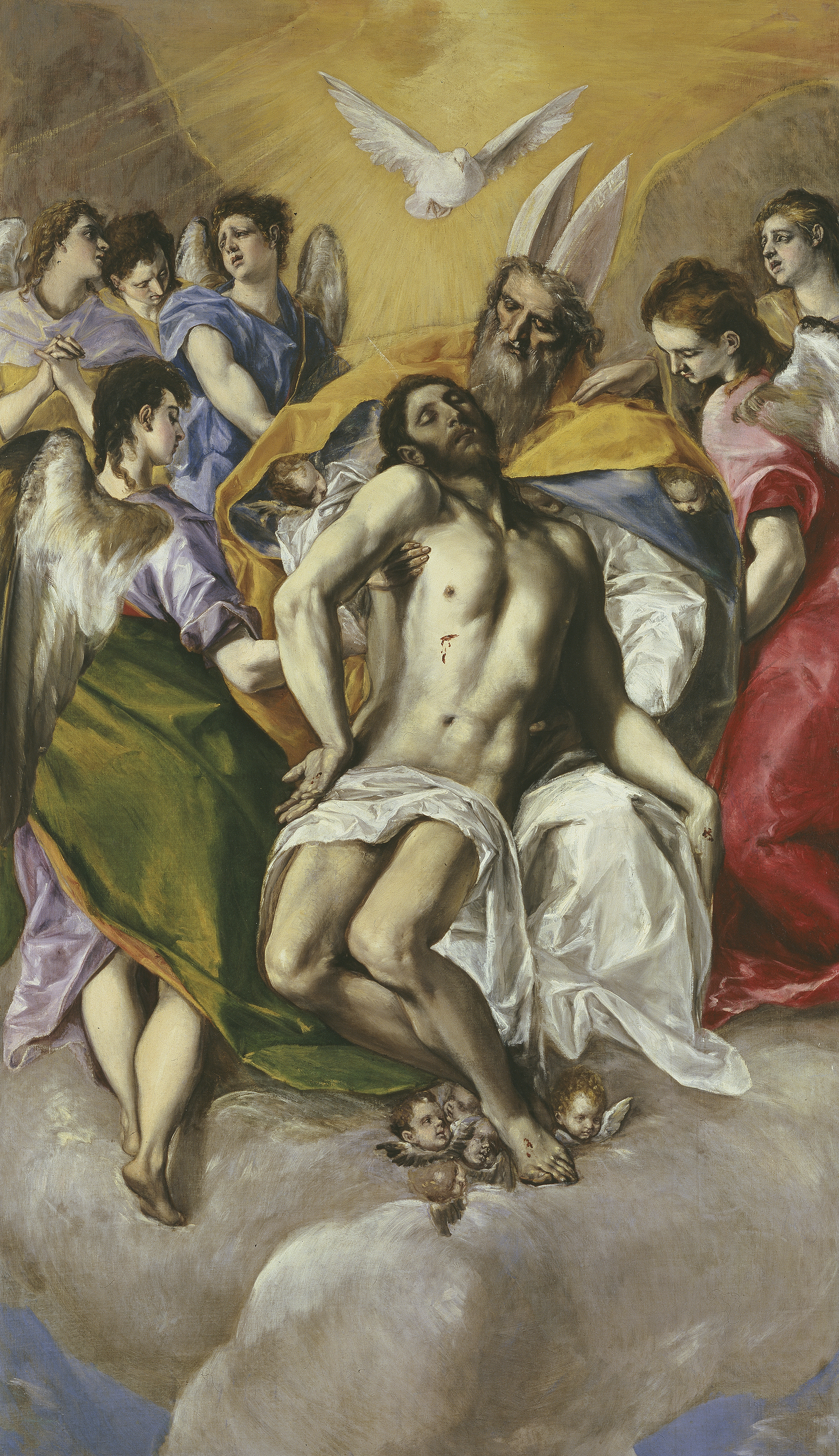
La Trinidad, de El Greco. ¿Es Rebis una metáfora de la Santísima Trinidad? Las alusiones culturales y religiosas son constantes en la obra de Morrison.

Morrison, con la colaboración de Kupperberger, se deshizo de los personajes que no le interesaban, conservó a los que sí e introdujo alguno de su propia cosecha. No obstante, mantuvo el esquema de la Patrulla original, con Niles Caulder como cerebro y estratega del grupo (desarrollando su lado más oscuro, misterioso y maquiavélico), y una tríada (formada por dos hombres y una mujer) como núcleo del equipo de campo: Cliff Steele, Rebis y Crazy Jane (como en origen fueron Robotman, El Hombre Negativo y Elasti Girl). Dentro del surrealismo que dominó sus tramas, Morrison desarrolló con sutilidad y profundidad la personalidad de estos personajes, así como las relaciones establecidas entre ellos.
De ese modo, Cliff Steele, personaje presente y más carismático de todas las encarnaciones de la Patrulla, ejerce aquí simultáneamente de clave de bóveda para la extraña familia que conforma el grupo y de ancla para que el lector tenga un asidero en medio del absurdo que habitualmente se apodera de los guiones. Paradójicamente, atendiendo al aspecto nada humano de Steele, el viejo Robotman es el personaje con que el lector mejor puede identificarse, pues experimenta las mismas reacciones que cualquiera que decida leer las aventuras de la Patrulla Condenada: primero una mirada de incredulidad ante lo imposible que se despliega antes sus ojos para, progresivamente, acostumbrarse a ese surrealismo que convive con la cotidianeidad. 
Destacan asimismo las relaciones que se establecen entre los personajes masculinos y femeninos del grupo. Kay Challis (Crazy Jane), una mujer profundamente traumatizada por los abusos sufridos en su infancia, logra una especial conexión con Cliff Steele (el único capaz de atravesar las murallas de locura elevadas por la chica para su autoprotección), enamorándose de él precisamente por la característica que el ex piloto de carreras más odia de sí mismo: su cuerpo mecánico. Kay puede ver la bondad de la mente del hombre atrapado en la carcasa de metal, superando la repulsión que, por su trauma, le provoca el cuerpo masculino.
También resulta interesante la conexión que crece entre Joshua Clay y Dorothy Spinner. Josh es un personaje creado por Kupperberger para la resurrección de la Patrulla en los años 70. Personaje marginado y traumatizado por su experiencia en la Guerra de Vietnam, decide –no sin reticencias- continuar en el grupo pero solo como asistente médico –y especie de asesor áulico de Caulder-. Su pasado es quizás lo que le hace conectar con Dorothy, adolescente traumatizada por su aspecto simiesco, desarrollándose entre ambos una relación paterno-filial.
La nómina al completo de los miembros de la Patrulla Condenada de Morrison es ésta:
- Niles Caulder "El Jefe", fundador y líder del grupo. Sin poderes más allá de un cerebro privilegiado, es frío y manipulador, manteniendo siempre sus planes ocultos para el resto del equipo.

- Cliff Steele, "Robotman", antiguo piloto de carreras hasta que un grave accidente le convirtió en un cerebro atrapado en un poderoso cuerpo robótico, al que odia con toda su alma.

- Rebis, fusión entre un hombre (Larry Trainor, el Hombre Negativo original), una mujer (la doctora Eleanor Poole) y el misterioso y cósmico Espíritu Negativo (¿un trasunto del Espíritu Santo?).

- Kay Challis, "Crazy Jane", con 64 personalidades femeninas distintas, cada una con un poder especial, creadas a partir de un oscuro y traumático suceso.

- Joshua Clay, "Tempest", veterano de guerra y reticente a permanecer en la Patrulla, se deja convencer por Caulder sólo a condición de ejercer únicamente como asistente sanitario.

- Dorothy Spinner, una adolescente recién llegada a la pubertad con rostro de simio, y la capacidad de dar forma física a los seres que imagina y a los miedos de su subconsciente.

- Danny La Calle, una calle viviente travesti capaz de viajar a cualquier parte del mundo y que se convierte en base ideal para la Patrulla Condenada.

- Rhea Jones, Lodestone, tras un tiempo en coma despierta mutando en un ser no humano.

## Principales rivales

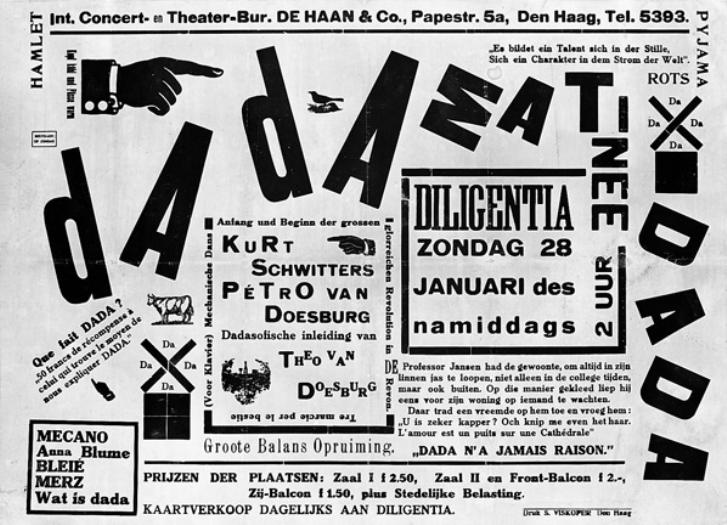
El Dadaísmo, corriente artística de la primera mitad del, inspiró al principal contrincante de la Patrulla Condenada: la Hermandad de Dadá dirigida por Mr. Nadie

Otra característica de la Patrulla Condenada clásica, la peculiaridad de sus oponentes, es recuperada y acrecentada por Morrison, enfrentándola a los más singulares “villanos” que se hallan paseado por el mundo de la viñeta.
- Los Hombres Tijera, una implacable secta habitante de una ciudad imaginaria que pretende ocupar la realidad hasta hacerla desaparecer.

- Red Jack, cruce entre Dios y Jack el Destripador. Secuestra a Rhea Jones, llevándola a su realidad para desposarla.

- La Hermandad de Dadá con Mr. Nadie a la cabeza, sembradores del absurdo y la diversión, se convierten en los principales rivales de la Patrulla.

- El Culto del Libro No Escrito, invocadores del “Descreador” del Universo.

- El Cuadro que se Comió París, una pintura que devora a quien la mira.

- El Quinto Jinete (del Apocalipsis), encerrado en un cuadro, amenaza con escapar y provocar el fin del mundo.

- Los Hombres de N.A.D.I.E., organismo gubernamental defensor de la “normalidad”).

- Mr. Jones, el hombre más "normal" del mundo, obsesionado con destruir a Danny La Calle.

- Avatar del Teléfono, monstruo escondido bajo el Pentágono que encanta las conexiones telefónicas.

- El Cazador de Barbas, cruzado contra el vello facial.

- El Enigmático Sr. Evans, ¿el Diablo?

- El Hacedor de Velas, surgido del subconsciente de Dorothy Spinner.

## Otros personajes singulares
- Willoughby Kipling, peculiar Caballero Templario, en realidad interpretación despendolada que Morrison hizo de John Constantine.

- Flex Mentallo, olvidado superhéroe dotado de grandes poderes cada vez que flexiona su musculatura.

- Harry Christmas, investigador de lo desconocido.

- Will Magnus, creador de los Metal Men y diseñador del cuerpo de Robotman.

- Hort Eismann, conocido como el "Científico de lo Extraño".

- Doctor Silencio, coleccionista de arte extraño que no puede observar su rostro en un espejo, pues desaparecería.

- El Juez Roca, ángel de la guarda llamado Balzizras o Bal-Zodii-Zod-Rass.

## Dibujantes

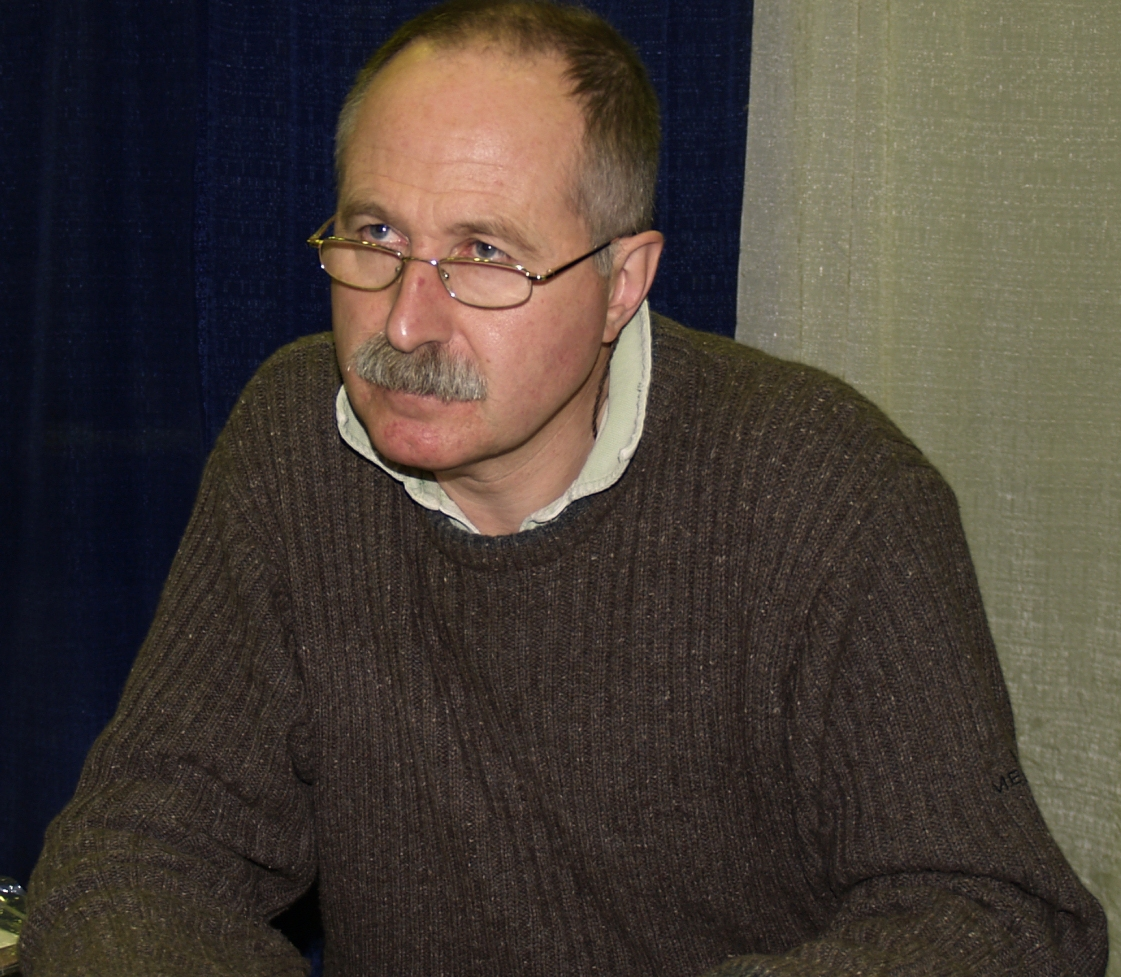
Brian Bolland fue uno de los portadistas de la Patrulla Condenada.

El dibujante principal de la serie es Richard Case, quien hubo de afrontar una nada fácil labor a la hora de plasmar sobre el papel las surreales y casi imposibles ideas de Morrison. Junto a él, otros artistas se encargaron de números concretos. Destaca también el trabajo de Simon Bisley en las portadas, importante aportación a la hora de concretar la singular estética de esta fase de la Patrulla Condenada.
Richard Case (# 19-24, 26-35, 37-41, 44, 46-52, 54-57, 59-63 y el especial "Doom Force"), Doug Braithwaite (# 25), Kelley Jones (# 36), Mike Dringenberg (# 42), Steve Yeowell (# 43, 50), Vince Giarrano (# 45), Jamie Hewlett (# 50), Rian Hughes (# 50), Ken Steacy (# 53 y "Doom Force"), Sean Phillips (# 58), Stan Woch (# 57), Duke Mighten, Ian Montgomery, Paris Cullins y Steve Pugh en el especial "Doom Force" y con la colaboración en forma de ilustraciones de Brian Bolland, Paul Grist, Shaky Kane, Simon Bisley, Paul Grist y Duncan Fegredo en el # 50.
Como entintadores ejercieron: Scott Hanna, Carlos Garzón, John Nyberg, Mark McKenna, Doug Hazlewood, Steve Yeowell y Mark Badger.
El colorista habitual fue Daniel Vozzo.

## Números
- 19-20-21-22 (marzo-mayo 1989). Con el significativo título de “A rastras de entre los escombros”, los cuatro primeros números conforman una saga puente entre el Universo DC y el Universo de Grant Morrison. Desarticulada la Patrulla tras los sucesos de ¡Invasión!, Niles Caulder intenta recomponerla una vez más: Steele, ingresado en un psiquiátrico, logra romper su bloqueo psicológico tras conocer a Crazy Jane por mediación del Doctor Will Magnus; Larry Trainor, hospitalizado, es fusionado con el cuerpo de una mujer por obra del “Ser Negativo”, dando lugar a un nuevo y extraño ente: Rebis; Rhea Jones permanece en coma; y Joshua Clay es convencido por Caulder para retornar. La Patrulla estrena base: la antigua sede de la Liga de la Justicia de América. El detonante de la reunificación es el ataque de los Hombres Tijera, una extraña y sádica secta que pretende que Orqwith (ciudad imaginaria creada como pasatiempo por un grupo de intelectuales mediante el denominado Libro Negro) sustituya a la realidad. Tras el enfrentamiento final en el “Osario” (templo supremo de Orqwith), Rebis halla el método de destruir la ciudad planteando a sus dos sacerdotes regentes esta cuestión: «¿Por qué hay algo en vez de nada?» El surrealismo de Morrison ha invadido la cotidianeidad de la Patrulla Condenada. Dos epílogos presagian futuras tramas: alguien misterioso acecha a Rhea Jones y en un laboratorio de Paraguay escapa un individuo llamado Mister Nadie.

- 23 (junio 1989). En “El coleccionista de mariposas” un individuo llamado Jack el Rojo (Red Jack) (que afirma ser a un tiempo Dios y Jack el Destripador, admira la música de Vivaldi y se alimenta del dolor de un sinfín de mariposas vivas clavadas en paredes) secuestra a Rhea Jones y la traslada a su realidad para desposarla. Rebis descubre su afición por las muñecas rusas (¿se ve identificado/a en ellas?) y Caulder presenta a Dorothy Spinner como nueva miembro del grupo.

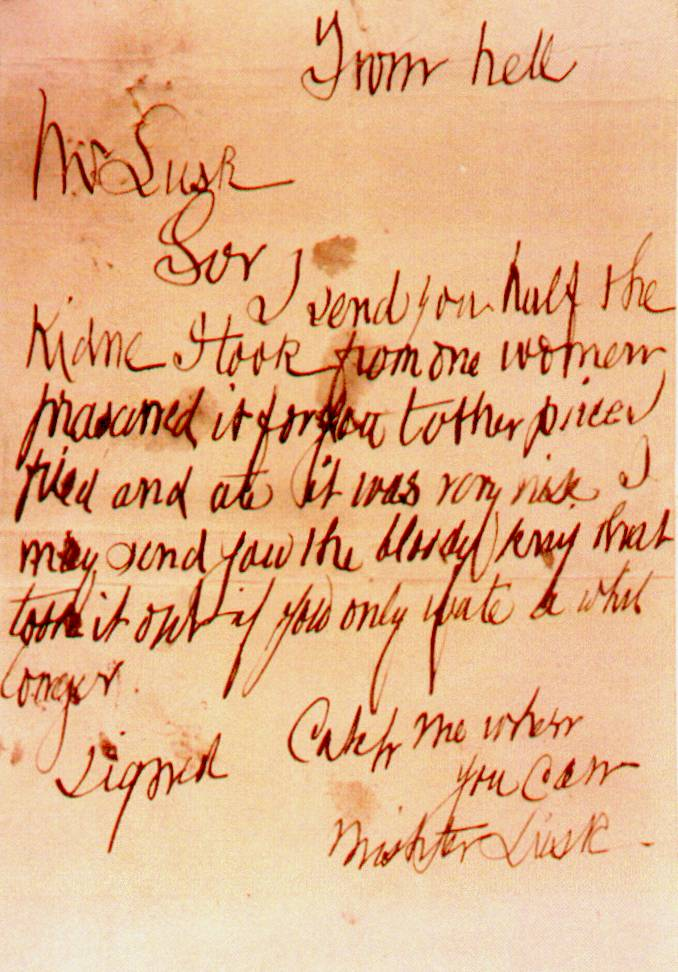
La carta Desde el infierno. ¿Era Red Jack realmente Jack el Destripador? ¿O era Dios? ¿O ambos a la vez?

- 24 (julio 1989). “La casa que Jack construyó”. Steele, Jane y Rebis (el “equipo exterior”) rescatan a Rhea y acaban con Red Jack. Steele se pregunta si realmente sería Dios, a lo que Rebis responde: «me importa un rábano». En el epílogo Mr. Nadie recluta a Lloyd Jefferson para la nueva Hermandad del Mal (antiguos enemigos de la Patrulla).

- 25 (agosto 1989). “Amigos imaginarios”. El “Materioptikon” del Doctor Destiny, almacenado en la vieja sede de la LJA, potencia los poderes de Dorothy, materializando a la familia imaginaria de su infancia: mamá Malditasea, papá Cariño-Vuelve-A-Casa y el pequeño Robert Volador. Gracias a Joshua logra enfrentarse al trauma infantil del que se nutren las entidades. En el epílogo Mr. Nadie continua progresando: recluta a Byron Shelley, Niebla, para la Hermandad.

- 26 (septiembre 1989). “Hombre de ninguna parte”. Mientras el coma de Rhea Jones parece evolucionar hacia un desconocido estado de crisálida, Mr. Nadie narra su origen: era Mister Morden, miembro menor de la original Hermandad del Mal. Sometido a un experimento de privación sensorial por el científico nazi Dr. Bruckner, experimentó una metamorfosis convirtiéndose en “el hombre abstracto”, “el espíritu del siglo XX”. En Japón, tras un combate con el héroe local Sunburst, recluta a Concurso, que junto a Sonámbula, Niebla y Frenesí componen la Hermandad de Dadá, cuyos objetivos según su líder son: «colaboraremos al absurdo total de la vida, el birlibirloque gigante de la existencia. Desde hoy que reine la sinrazón».

- 27 (noviembre 1989). “El cuadro que se comió París”. La Hermandad de Dadá asalta la residencia suiza de Hort Eismann, “científico de lo extraño”, en busca de un objeto de su colección: un cuadro pintado por Max Bordenghast capaz de devorar a quien lo contemple. Durante el asalto se encuentra en la residencia-fortaleza el Doctor Silencio, un hombre enmascarado que no puede ver su cara pues desaparecería. En la base Steele intuye olor putrefacto en Rebis: está sufriendo una metamorfosis. La Hermandad activa el cuadro con una modulación paradoxal (idea o imagen contradictoria): un “poema automático”. La pintura se traga la ciudad de París.

- 28 (diciembre 1989). “Laberintos”. La Patrulla Condenada logra entrar en el cuadro, encontrándose una compleja estructura de múltiples niveles, cada uno conteniendo un diferente estilo pictórico. La Hermandad les derrota.

- 29 (enero 1990). “El reino de no”. La Patrulla Condenada y la Hermandad de Dadá unen sus fuerzas contra El Quinto Jinete, atrapado en el cuadro y que ahora, despertado, amenaza con desencadenar el fin del mundo. Los evangelios gnósticos dicen de él: «Y su nombre estampado en él era extinción. Y olvido. ¡Con él traía el fin del tiempo, del espacio, de la vida! ¡El fin de todos los dioses!». Escalando nivel tras nivel del cuadro, incrementa su poder, alimentándose de las ideas subyacentes a cada estilo artístico. La energía conjunta de la Patrulla y la Hermandad canalizada por Crazy Jane envía al Jinete al nivel Dadá: la anti-idea. Cuando logra salir el Jinete ha sido reducido al absurdo: un caballito de madera. La Patrulla logra escapar antes de que el cuadro se desintegre, pero la Hermandad decide quedarse dentro, creando su propio mundo. El cuadro, convertido en una obra abstracta, regresa a la colección de Eismann. Crazy Jane acaba en coma tras el enfrentamiento.

- 30 (marzo 1990). “Por el tren subterráneo”. Para despertar a Jane la Patrulla decide introducir la consciencia de Steele en la mente de ella: sumergido su cerebro en un fluido, Rebis actúa como canalizador. La mente de Jane tiene forma de inmensa red ferroviaria subterránea, con cada una de sus mentalidades viviendo en una estación diferente. Le ayuda a enfrentar su trauma infantil (los abusos sexuales de su padre) logrando despertarla.

- 31 (abril 1990). “El verbo hecho carne”, primera parte de “El culto del libro no escrito”. Will Magnus crea un nuevo cuerpo robótico para Steele, capaz de experimentar sensaciones humanas. El singular caballero templario Willoughby Kipling solicita ayuda a la Patrulla para detener al Culto del Libro No Escrito: pretenden utilizar la Quinta Ventana (un chico con la piel tatuada con un texto arcano: el libro no escrito) para convocar al Deshacedor

- 32 (mayo 1990). “Deshacedor”, segunda parte de “El culto del libro no escrito”. La Patrulla localiza al Libro en Barcelona. Su tatuaje es el último mensaje emitido por Dios, el que desencadenará el fin del mundo. El Deshacedor es la sombra de Dios: cuando éste toma autoconciencia y dice “Fial Lux”, la primera luz lanzó la primera sombra, el Antidios. El culto logra secuestrar y leer el libro: el Apocalipsis comienza y la base del culto, la ciudad fantasma de Nurnheim, camuflada en una bola de cristal, pretende invadir la realidad a través de La Herida: un portal dimensional abierto en el cuerpo de un hombre llamado Emilio Cuervo.

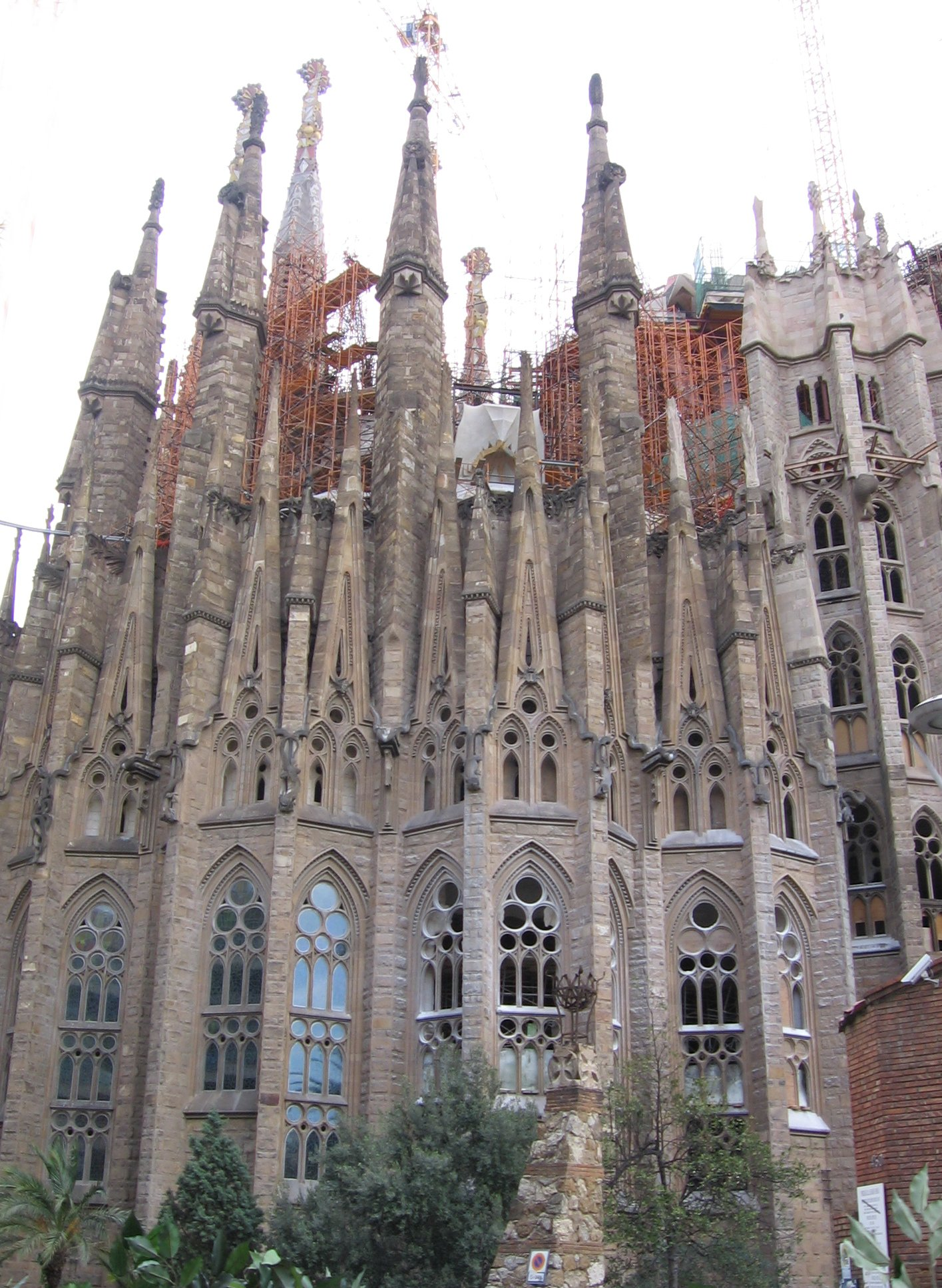
El templo de la Sagrada Familia de Barcelona, arma definitiva contra el Apocalipsis.

- 33 (junio 1990). “El teatro de marionetas”, tercera parte de “El culto del libro no escrito”. El Apocalipsis es progresivo: las cosas desaparecen una a una. El Descreador es una vibración, por lo que la Patrulla decide interferirla utilizando la iglesia de la Sagrada Familia como diapasón. No detiene el fin del mundo pero lo ralentiza eternamente. Steele rescata al chico-libro de Nurnheim gracias a Joshua y la ciudad, paradójicamente, desaparece a causa del Descreador un instante antes de invadir el mundo.

- 34 (julio 1990). “El alma de una máquina nueva”. El nuevo cuerpo de Steele resulta defectuoso. Caulder extrae su cerebro para analizarlo. El cuerpo toma autoconciencia a causa del “Responsómetro” ideado por Will Magnus. Para sobrevivir decide acabar con Steele, pero le interrumpen Cerebro y Monsieur Mallah, líderes de la Hermandad del Mal y eternos rivales de la Patrulla Condenada. Se apoderan del cuerpo para albergar la mente de Cerebro, pero aquel explota tras declararse mutuamente su amor.

- 35 (agosto 1990). “Recto al paraíso”. Caulder prepara la mudanza para una nueva base, Dorothy aprende a controlar su poder con Joshua, Steele se consume en su viejo cuerpo y Jane le declara a su manera su amor. Entre tanto los Hombres de N.A.D.I.E. dirigidos por Mr. Jones (organización paragubernamental encargada de liberar al mundo de rarezas) se preparan para eliminar a Danny la Calle, una ciudad consciente, viajera y travesti capaz de infiltrarse en cualquier ciudad. Aprovecharán para ello su habitual visita a una amiga: Sara Furness.

- 36 (septiembre 1990). “La caja de las delicias”. Enfrentamiento entre la Patrulla Condenada y los Hombres de N.A.D.I.E. en la calle Danny. Flex Mentallo, uno de sus habitantes, recuerda su identidad perdida: el "héroe de músculo y misterio”. Los Hombres son derrotados pero Sara Furness resulta herida. Danny se traslada a la casa de Mr. Jones, donde convierte a éste en una rareza. Al tiempo unos extraterrestre enviados por La Jaula vigilan la Tierra y Rhea Jones, convertida en una crisálida, culmina su mutación.

- 37 (octubre 1990). “Perséfone”. La nueva Rhea, un ser femenino sin rostro con un gran ojo en el pecho, se halla conectada al “sistema nervioso” del mundo (los extraterrestres le llaman El Imán o La Pupa). Escapa de la base de la Patrulla hacia un circo de las afueras: en realidad un diadorama/trampa. Ella y Rebis son secuestrados por otros extraterrestres: los Geománticos.

- 38 (noviembre 1990). “Perdidos en el espacio”. La Patrulla se encuentra en medio de una guerra entre razas: la Ortodoxia de la Red Insecto, autodenominada la iglesia verdadera de la Jaula (son los Anatemáticos adoradores del Juez Roca); y los Geománticos Ultraquistas, heterodoxos fundados por el apóstata Huss, que niegan la santidad de la comunión de feromonas. Estos últimos pretenden la victoria utilizando los poderes de Rhea Jones.

- 39 (diciembre 1990). “Por la campana, por el libro y por las velas”. La Patrulla se ve dividida ante la inminente batalla: Steele y Jane con la Jaula, Rhea y Rebis con los Geománticos. En la Tierra, Dolores Watson contacta con un espiritista para intentar encontrar a Flex Mentallo.

- 40 (enero 1991). “El campo de batalla de los sueños”. Los Hombres de Negro atrapan a Harry Chritsmas y secuestra su libro El gobierno secreto, planteando varios enigmas: ¿qué tienen que ver unas pinzas de azúcar, la mano muerta y el Pentágono? En el espacio comienza la batalla: Steele intuye algo extraño en la civilización extraterrestre mientras Rebis descubre las auténticas intenciones de Huss. El Juez Roca desaparece.

- 41 (febrero 1991). “Ángel caído”. El Juez Roca es en realidad Balzizras, ángel custodio de la Tierra. Decidió en su momento, utilizando una rama del Árbol del Saber, crear un nuevo mundo que fuera perfecto. Sin imaginación, logró un mundo en permanente conflicto.

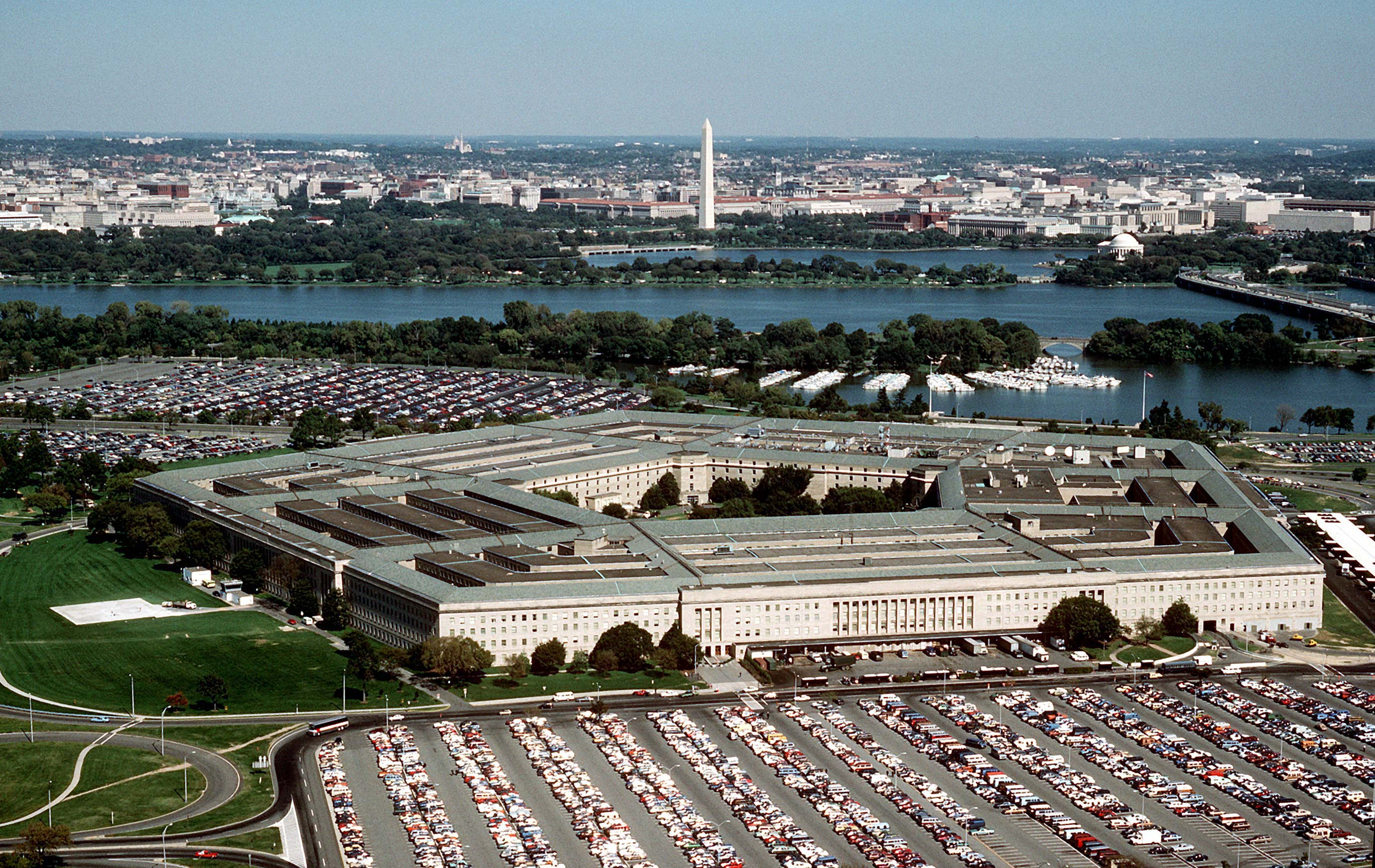
¿Qué horrible secreto esconde el subsuelo de El Pentágono? ¿Por qué tiene esa forma? ¿Y qué tiene todo ello que ver con unas pinzas de azúcar?

- 42 (marzo 1991). “Musculoso. El origen secreto de Flex Mentallo”. Inspirándose en viejos anuncios de musculación publicados en cómics y revistas, Morrison narra el surrealista origen de Flex Mentallo: en 1954, siendo un joven acomplejado por su endeblez física, Mac recibe una oferta: un manual titulado Músculo y misterio para ti. Con él, al incrementar su musculatura desarrolla una serie de poderes: telepatía, precognición, visión interdimensional. Además, al flexionar su poder se manifiesta como un “halo del héroe” en el que se distinguen las palabras Héroe de Playa. Entonces se alió a compañeros como: La Cremallera (lograba supervelocidad al tocar un silbato), La Pila Atómica (medio hombre medio ensalada con un sentido del humor a juego), El Hecho (desapareció, enloquecido por miedo a las avispas) o Donald O’Mara “Mr. 45” y su compañero Romantic Rick. Singularmente, todos sus casos estuvieron siempre relacionados con el color verde. Se enfrentó a enemigos como: Dr. Platillo o El Bebé Incendiario. Su novia: Dolores Watson. A través del reportero Norman Gridstone siguió la pista de Harry Chritsmas, descubriendo el “horror” del Pentágono. Los Hombres de N.A.D.I.E. lo encerraron entonces en el Salón de Té del Desespero, de donde escapó amnésico hasta acabar en Danny la Calle (que en este número se convierte en la nueva base de operaciones de la Patrulla Condenada).

- 43 (abril 1991). “Historias cualesquiera”. A través de Dolores Watson los Hombres de N.A.D.I.E. localizan a Flex Mentallo, secuestrándole junto a Dorothy Spinner; ambos son trasladados al Pentágono. Joshua teoriza sobre los poderes de Dorothy: externaliza y materializa los miedos de su subconsciente.

- 44 (mayo de 1991). “Voces”. Flex y Dorothy descubren el secreto del Pentágono: está construido sobre la Ciudad de los Cinco lados del Abismo Blanco, actuando como una lente que enfoca la energía de la realidad fundamental. Usando la geometría secreta del 5, el gobierno en la sombra pretende exterminar toda irracionalidad y excentricidad: un mundo sin rarezas es un mundo predecible, sin rebeliones. En las profundidades del Pentágono conocen El Hormiguero, una máquina cuyo único objetivo es ser ella misma (pretenden que sea un modelo para el mundo); a Wally Sage, un hombre cuyo poder psíquico creó a Flex Mentallo materializándolo de un cómic (con un bolígrafo de gel verde); y a El Avatar del Teléfono, ente sepultado en las profundidades cuyo poder pretende canalizar el Pentágono. Con una flexión sobrehumana Flex logra convertir el Pentágono en un círculo, debilitando lo suficiente al Avatar como para que Dorothy lo destruya (materializando un extraño ser desde su mente).

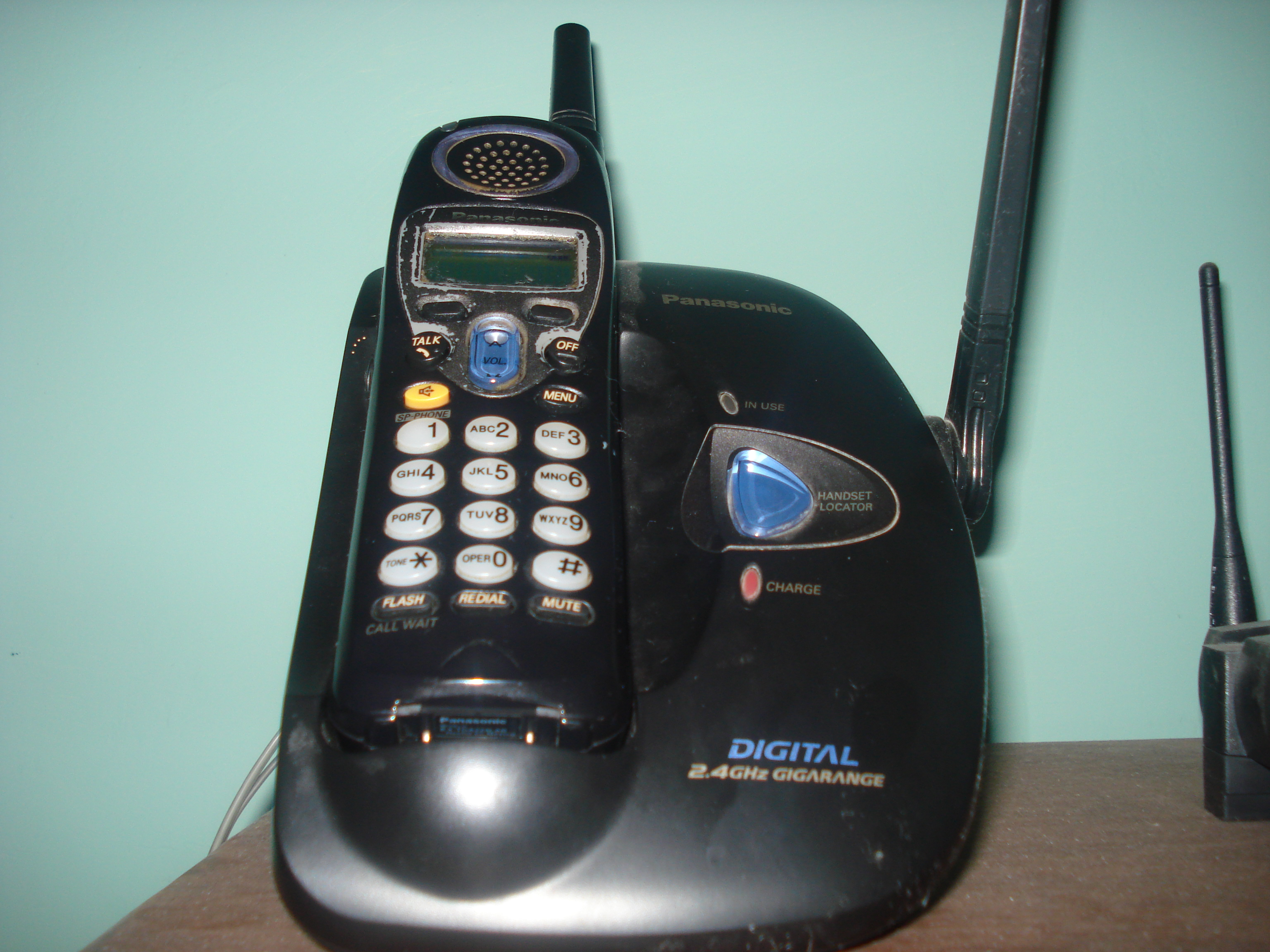
¿Es el teléfono el instrumento con el que el Gobierno Secreto domina el mundo?

- 45 (junio 1991). “El cazador de barbas”. El Club de Barbudos de Metrópolis quiere afeitar a Niles Caulder como venganza por una afrenta que éste les infligió. Contratan a Ernest Franklin, un psicópata traumatizado por su carencia de vello facial (y un severo padrastro barbudo) y que ha decidido iniciar una cruzada ejecutando a famosos con barba. Enfrentados en un supermercado, el intelecto de Caulder derrota a la fuerza bruta de Franklin. Éste muere para descubrir, profundamente contrariado, que los patriarcas del cielo son todos… barbudos.

- 46 (agosto 1991). “Secuelas”. Un repaso a las consecuencias del caso del Pentágono entre sus protagonistas. Harry Christmas triunfa como escritor experimental, el Sargento Washing se ha convertido en artista travesti, el Mayor Honey se halla en tratamiento psiquiátrico y pretende presentarse a la presidencia, Sara Furness regresa a una normalidad ¿frustrante?, Flex Mentallo asume su papel de superhéroe, Steele disfruta de un nuevo cuerpo diseñado por Caulder, mientras que Dorothy se halla traumatizada por ser la causante de la muerte del Avatar. Mientras, Caulder diseña un “tanque pensante” al tiempo que Rebis le confiesa que conoce sus auténticos propósitos. En el epílogo, el Dr. Silencio adquiere el cuadro que se comió París.

- 47 (septiembre 1991). “Mundo, diablo y carne”. La actividad eléctrica de los depósitos de cuarzo de la montaña donde se aloja el laboratorio de Caulder genera alucinaciones colectivas. En su residencia de Venecia, el Dr. Silencio ve cómo una extraña mancha aparece en su cuadro. Crazy Jane presiente una “rebelión” de sus personalidades, mientras que Rebis ha iniciado su metamorfosis. Simultáneamente, el enigmático Sr. Evans aparece en la Tierra.

- 48 (octubre 1991). “Entretener al Sr. Evans”. La Patrulla Sexys aparece en Happy Harbor para luchar contra el trasplante de sueños masivo provocado por el enigmático Sr. Evans, logrando una erotización total de la población. El Sr. Evans, autoproclamado el Diablo, pretende soltar las cadenas represivas de la humanidad. Steele logra finalmente hacerlo desistir, recitando al revés las palabras de invocación que lo atraen: «rótula, en solitario, partitura musical, lotería». Rebis abandona su putrefacta carcasa material para autorreproducirse, mientras que el Doctor Silencio observa con creciente angustia como la mancha del cuadro se expande.

- 49 (noviembre 1991). “Muerte en Venecia”. Diversos y extraños personajes se ven atraídos por una misteriosa llamada: Boby Carmichael, El Guante del Amor (quien tras un enigmático sueño despierta sin brazos y capaz de controlar un guante con poder); Agente “!” (como su aspecto estrambótico no causa extrañeza, busca ser capaz de provocar un efecto sorpresa); Alias el Borrón (el cadáver de un espejo animado por el reflejo degradado de una actriz alemana en coma); Número Nada (incorpóreo, es quien provoca todos esos pequeños accidentes cotidianos); y El Juguete. Les ha convocado Mr. Nadie, la mancha en el cuadro del Dr. Silencio, que logra escapar de la pintura. Obligado a ver el reflejo de su rostro, el Dr. Silencio se volatiliza. La Nueva Hermandad de Dadá se apodera de un objeto de su colección: la Bicicleta de Albert Hoffman (creador del LSD), con propiedades psicodélicas.

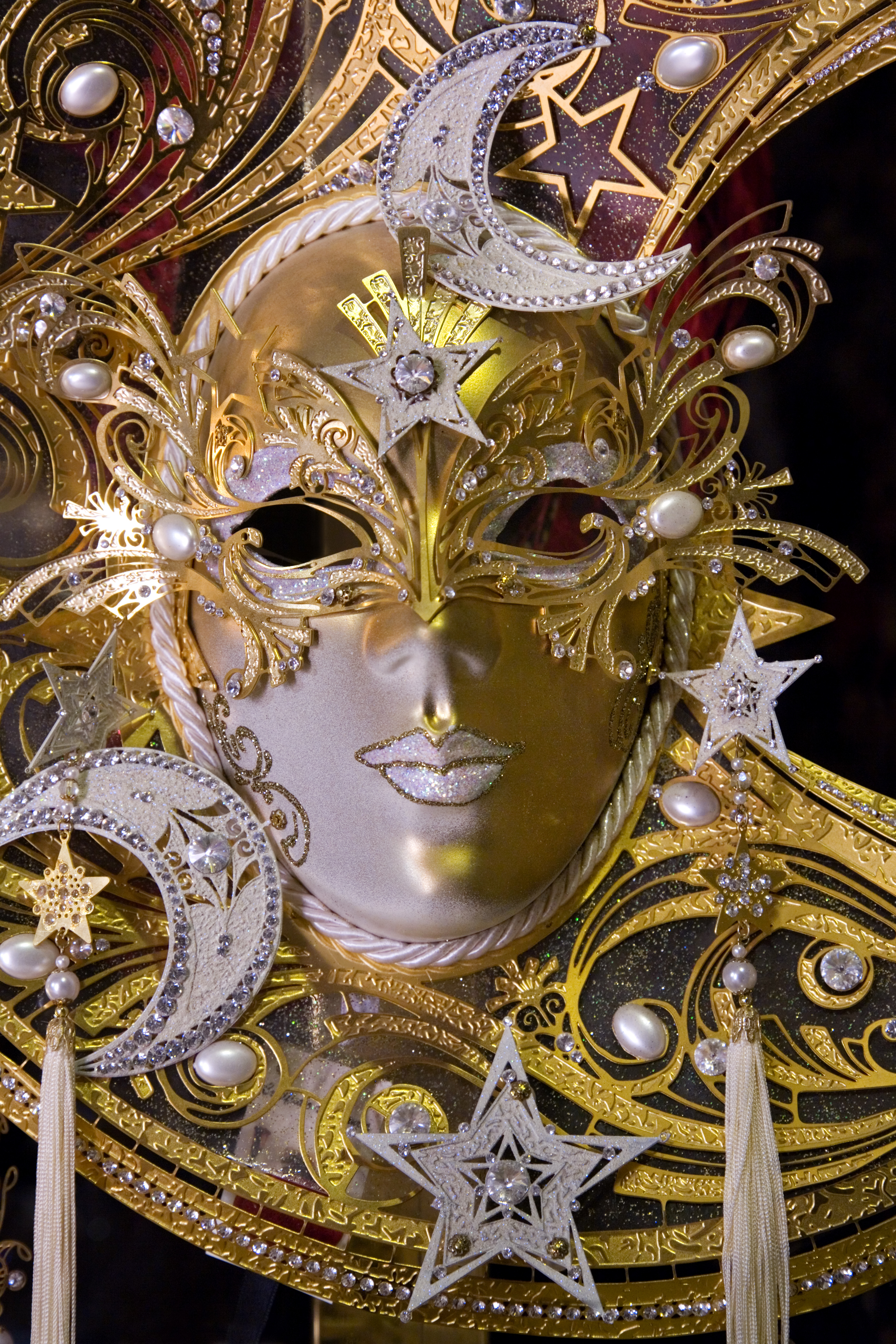
En Venecia y con la involuntaria colaboración del enmascarado Doctor Silencio, Mister Nadie regresa para mostrar el sinsentido del mundo... y presentarse a la presidencia de EE. UU.

- 50 (diciembre 1991). “Cuentos de Hoffman”. La Hermandad efectúa un ataque psicodélico contra Venecia, derrotando una vez más a la Patrulla Condenada. Secuestran a Danny y se trasladan a Nuevo México. Allí con la Bicicleta dotan a un autobús de la propiedad de alterar conciencias, iniciando la campaña electoral de Mr. Nadie a la presidencia de EE. UU..

- 51 (enero 1992). “Autobús mágico”. Nos presenta a John Dandy, agente de la División Operativa Inusual (organismo gubernamental que supervisaba a los Hombres de N.A.D.I.E., la Patrulla Sexys, Los Diablos del Polvo), enmascarado con una piel artificial creada por el doctor Rodor y oculto tras la identidad secreta de Yankee Doodle. El gobierno le encarga acabar con Dadá. La campaña presidencial de Mr. Nadie gana en apoyo popular, provocando una división en la Patrulla Condenada: Steele y Joshua se posicionan en contra de la Hermandad, mientras que Jane la apoya; Rebis, en tanto, anuncia su marcha para desplegar el Aenigma Regis; Dorothy continúa conmocionada tras la batalla en Venecia.

- 52 (febrero 1992). “Después del cabaré”. Dandy, tras una traumática experiencia en el subsuelo del Pentágono, ha mutado: posee ahora rostros múltiples con diferentes poderes. El enfrentamiento entre Dadá y el gobierno simboliza la definitiva confrontación entre orden y caos. Mr. Nadie pretende disolver los límites entre el cuadro y la realidad, sumergiéndolo todo en un universo dadaísta. Dandy y las fuerzas gubernamentales logran destruir la pintura y aniquilar a la Hermandad.

- 53 (marzo 1992). “Los hombres le llaman héroe”. Homenaje al cómic clásico de Stan Lee y Jack Kirby, imitando sus guiones, sus personajes y su estilo artístico.

- 54 (abril 1992). “Aenigma Regis”. Refugiado/a en la Luna, Rebis completa su autorreproducción, renaciendo en su propio vástago. Morrison logra que veamos el proceso desde la compleja mente del ser híbrido y hermafrodita.

- 55 (mayo 1992). “La sangre del cordero”. Willoughby Kipling es convocado a la Central de Templarios: la era de signos y portentos termina, y el Apocalipsis está a punto de entrar en el plano físico. Crazy Jane recibe una carta de su padre, y parte a buscarlo a Metrópolis. Dentro de la mente de Dorothy, un ser llamado el Hacedor de Velas (quien destruyó al Avatar del Teléfono) acosa a la chica para que lo libere. En los laboratorios Joshua busca al desaparecido Caulder, cuando alguien le dispara.

- 56 (junio 1992). “Dentro del pozo”. En Metrópolis Jane ataca a la policía, mientras que Steele descubre que el padre de aquella está muerto: fue la propia Jane quien escribió la carta. En la reunión templaria, en Londres, Kipling anuncia que la Patrulla Condenada será el foco del primer asalto del Armagedón. Jane regresa a su hogar infantil en una recuperación traumática de su pasado. Steele vuelve a los laboratorios para descubrir el cadáver de Joshua y a Caulder con un arma en la mano.

- 57 (julio 1992). “La naturaleza de la catástrofe”. Número esencial en la etapa Morrison de la Patrulla Condenada –traza el eje que articula toda la serie-: en él revisa y reconstruye tanto los orígenes como la historia del grupo, llevando a su máxima expresión el carácter enigmático y manipulador del personaje de Niles Caulder. El Jefe confiesa a Steele ser el asesino de Joshua: se había acercado demasiado a la verdad de sus planes. Asimismo le revela ser responsable de los accidentes que sufrieron los miembros originales de la Patrulla: Caulder manipuló el bólido en que se estrelló Steele, así como la nave de Trainor, y fue él quien provocó el accidente de Rita Farr. Todo ello no fueron más que simples experimentos sobre la condición humana: los tres eran seres altaneros que poseían todo lo que deseaban; los accidentes les arrebataron parte de su humanidad, haciéndoles mejores personas. Después les reunió y les animó a demostrar que rarezas y tullidos podían estar a la altura de los seres “normales”. Reconoce también que Arani (su presunta esposa) fue otro experimento. Y fue él mismo quien provocó el fin de la Patrulla, porque le apartaba de su auténtico objetivo científico: crear vida. Lo cual finalmente ha logrado gracias a la nanotecnología: el Tanque Pensante. La reconstitución del equipo fue, en realidad, una pantalla para retomar sus experimentos bajo el patrocinio del gobierno. Su siguiente paso es aplicar la Teoría de la Curva Catastrófica (cambios inesperados obligan a adaptaciones que mejoran a los sujetos: como ocurre con los miembros de la Patrulla Condenada) a escala global. Provocará un Apocalipsis del que emergerá una humanidad mejorada. Entretanto Dorothy deja escapar al Hacedor de Velas, quien mata a Caulder y destruye el cerebro de Steele.

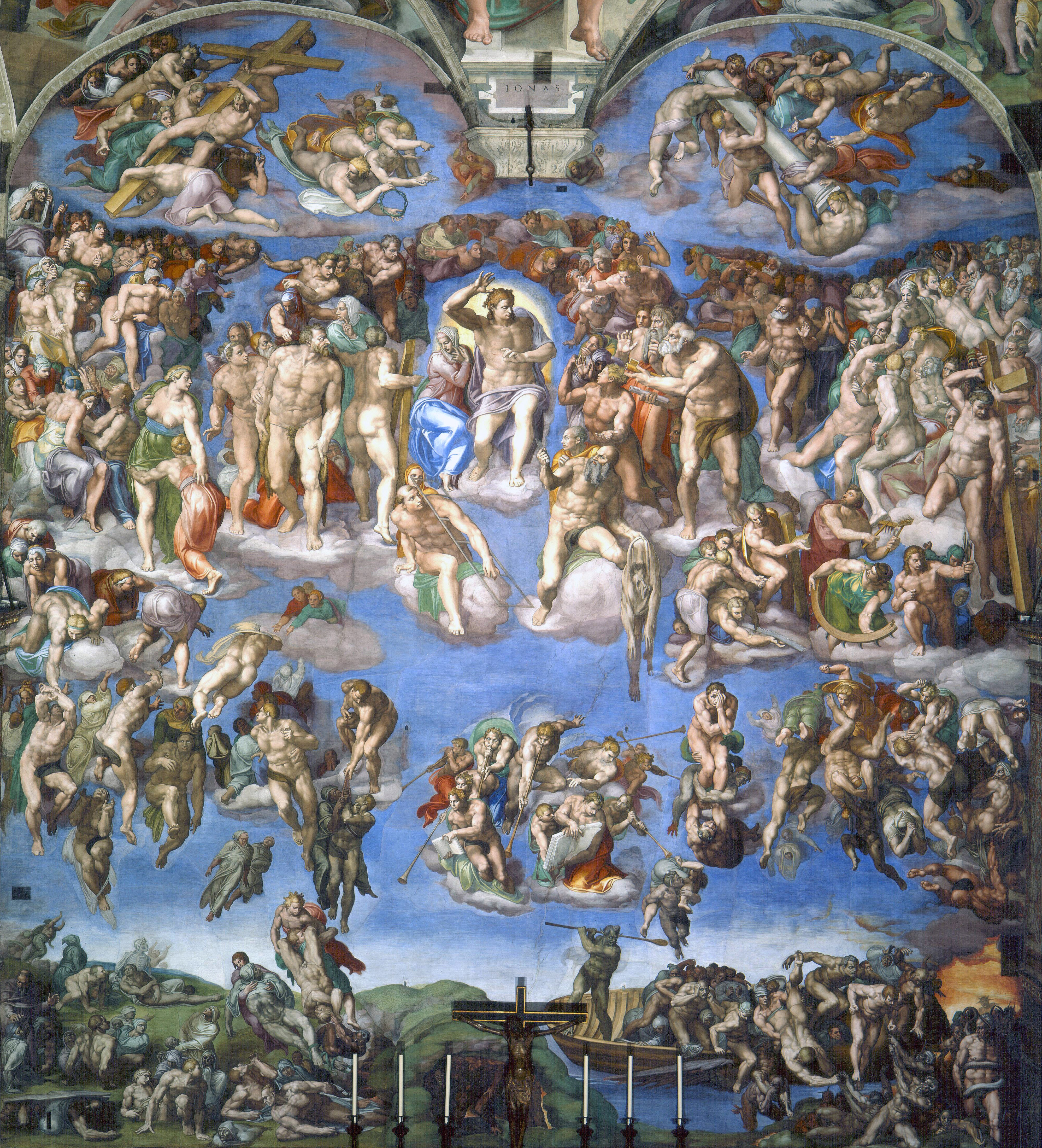
El juicio final, de Miguel Ángel Buonarroti. ¿Evitará la Patrulla Condenada el fin del mundo... una vez más?

- 58 (agosto 1992). “En la maravillosa tierra de los engranajes”. La mente de Steele ha sido descargada en un ordenador. Regresado a su cuerpo, y junto a Kipling y Dorothy, se traslada con Danny a Nueva York para descubrir que el fin del mundo ha comenzado, desatado por el Hacedor de Velas.

- 59 (septiembre de 1992). “Morir por dentro”. El Apocalipsis se inicia con la muerte de los sueños: el espíritu es destruido antes que el cuerpo. Kipling asegura que el fin del mundo es inevitable: arranca con el fin de siglo y culminará en 2012. La Patrulla Condenada sólo puede evitar que el Hacedor sea su causante. Crazy Jane reaparece: superado su trauma ha perdido sus poderes. Rebis regresa de la Luna para ser aparentemente destruido por el Hacedor.

- 60 (octubre de 1992). “Velas breves”. Dorothy narra su primer encuentro con el Hacedor: en su infancia mató a un niño que la acosaba. La conclusión es que es la personificación de los miedos del siglo XX y que Dorothy es una puerta entre mundos. Con Kipling aparentemente muerto y Jane desaparecida, Steele acude al Dr. Magnus.

- 61 (noviembre 1992). “…”. Batalla final en la antigua base de la Patrulla: Danny, Steele, Dorothy, Kipling y Rebis (renacido/a) luchan contra el Hacedor, mientras Magnus reprograma los nanorrobots del cuerpo en que se aloja: finalmente logran destruirlo, pero el fin del mundo continúa su cuenta atrás en la tecnología ideada por Caulder.

- 62 (diciembre 1992). “Planeta amor”. La consciencia de Steele es cargada en el Tanque Pensante, logrando revertir su programación. Descubrimos al fin el origen de Danny la Calle: es el último resto de la ciudad de la maravillas denominada Oz, Nunca Jamás, Shangri-La, Brigadoon… Se expande hasta convertirse en Danny el Mundo, una realidad alternativa, un universo que sirva de refugio para los desgraciados de este mundo. Rebis decide quedarse a vivir en él.

- 63 (enero 1993). "El imperio de las sillas". Kay Challis, Crazy Jane, ha sido ingresada en un psiquiátrico tras retraerse casi por completo a su mundo interior. Los médicos deciden destruir éste para su traumático regreso a la realidad. Lo logran pero… Jane reencuentra a la Patrulla y a la única felicidad que ha conocido. ¿Ocurre realmente o todo, desde el comienzo, ha sido una paranoica fantasía de su mente enferma? Las barreras entre realidad y fantasía se diluyen definitivamente en la anticlimática despedida de Grant Morrison.